# رومن کنوننکو
رومن کنوننکو (انگلیسی: Roman Kononenko؛ زادهٔ ۱۳ آوریل ۱۹۸۱) دوچرخه‌سوار اهل اوکراین است.
وی در مسابقات کشوری و بین‌المللی در مجموع برندهٔ ۱ مدال نقره، ۱ مدال برنز شده‌است.